# Amsterdam Zuid
Amsterdam Zuid är en järnvägsstation i Amsterdam som trafikeras av fjärrtåg, regionaltåg samt även av metron. Stationen invigdes 1978. Stationen ligger i kontorsdistriktet Zuidas.

## Bilder

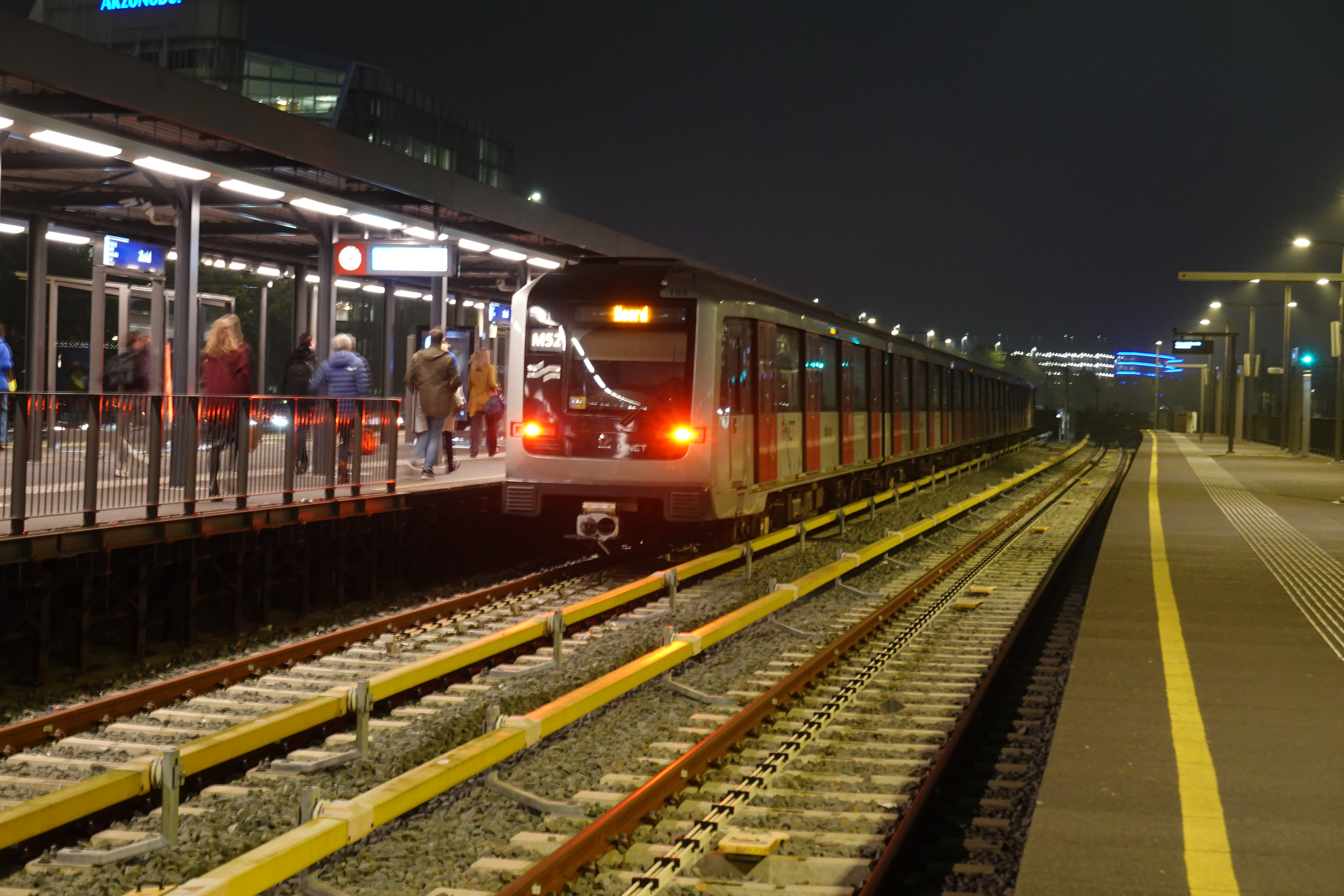
Metro linje 52 vid Amsterdam Zuid station
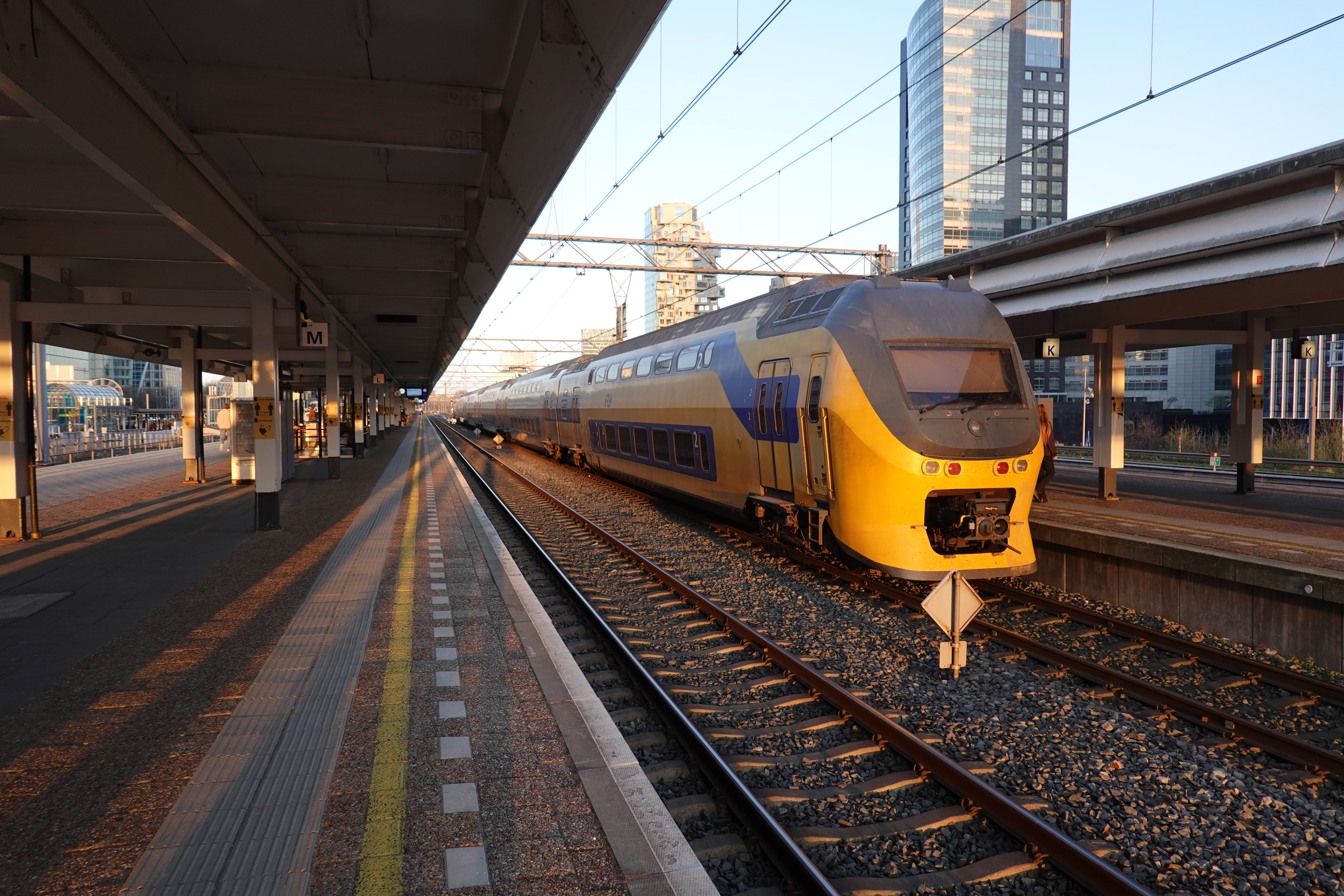
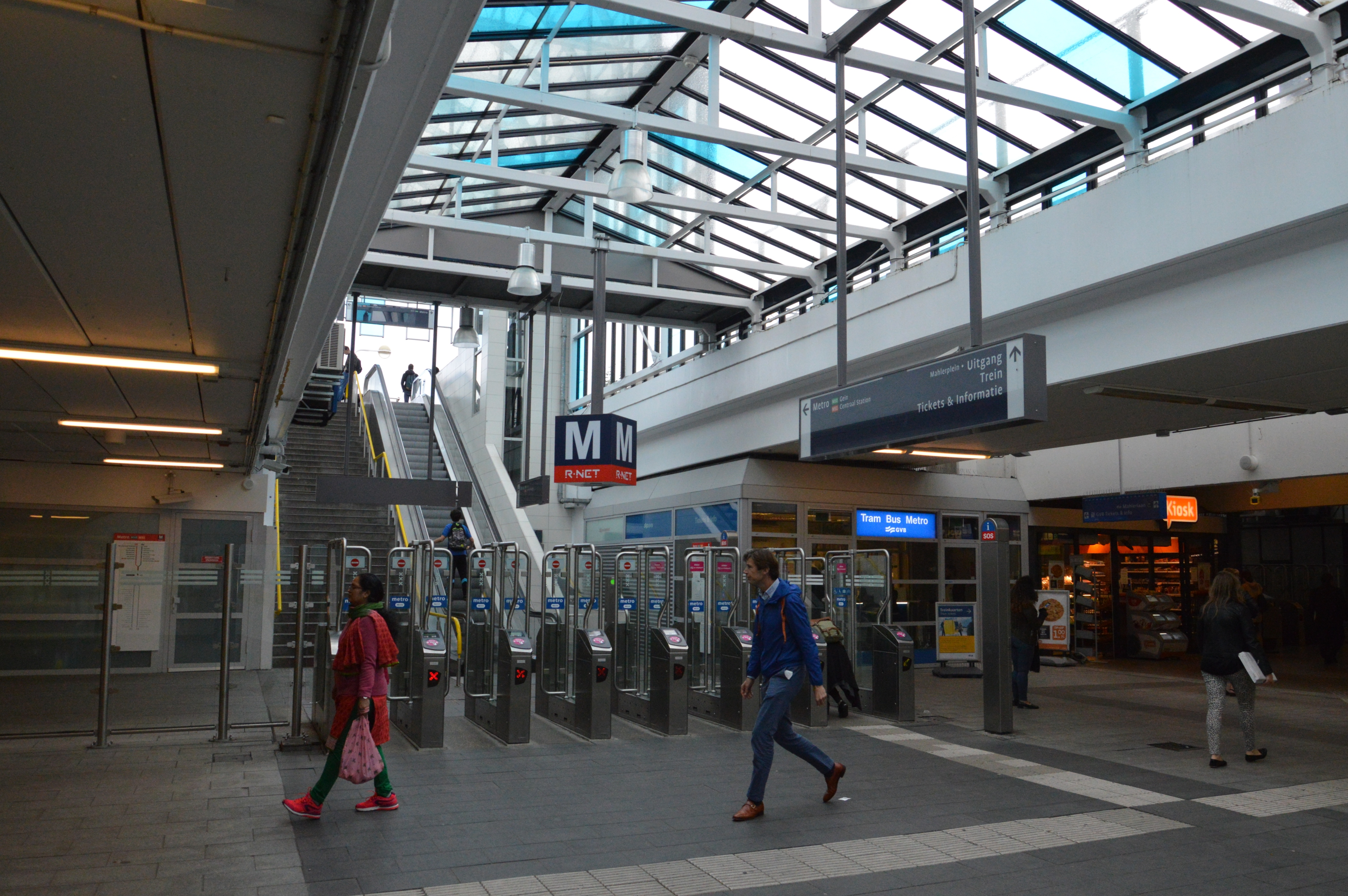